# Götz Rehn

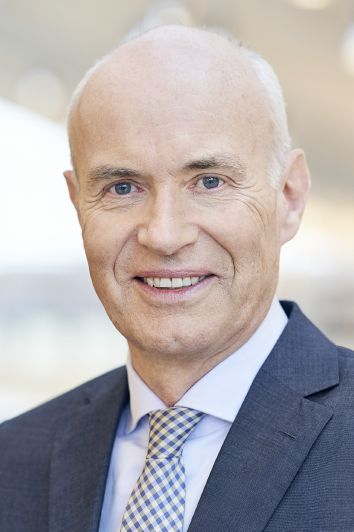
Götz Rehn (2020)

Götz Eduard Rehn (* 2. März 1950 in Freiburg im Breisgau) ist ein deutscher Unternehmer und Geschäftsführer des in der Biobranche tätigen Unternehmens Alnatura.

## Leben und Wirken
Rehn stammt aus einer Freiburger Ärztefamilie. Sein Vater ist Jörg Rehn, sein Großvater Eduard Rehn und sein Urgroßvater Ludwig Rehn. Ab 1956 besuchte er in seiner Heimatstadt zunächst die Grundschule, dann die Waldorfschule. Nach dem Umzug seiner Familie ins Ruhrgebiet ging er auf die Waldorfschule in Bochum, wo er 1970 sein Abitur absolvierte. Von 1970 bis 1974 studierte er an der Albert-Ludwigs-Universität Freiburg Volkswirtschaftslehre, nebenbei nahm er zusätzlich Unterricht bei einem Bildhauer. Im April 1975 erhielt er seinen Abschluss als Diplom-Volkswirt. Anschließend promovierte er 1978 in Freiburg im Breisgau mit der Dissertation Modelle der Organisationsentwicklung zum Dr. rer. pol. Etwa zur selben Zeit traf er auf den Anthroposophen Herbert Witzenmann, von dessen Konzepten er sich in der Folgezeit maßgeblich beeinflussen ließ.
Von 1978 bis 1983 hatte er unterschiedliche Aufgaben bei der Nestlé AG inne, zunächst in Form von Weiterbildung, anschließend als Produktmanager beziehungsweise -gruppenleiter der dortigen Schokoladenabteilung. Unmittelbar danach gründete er im April 1984 eine Unternehmensberatung für Sozialorganik.
Nachdem er eigenen Aussagen zufolge durch das Konzept der Anthroposophie einen anderen Blickwinkel auf das Verhältnis zwischen Mensch und Wirtschaft bekommen hatte, stieß er auf Götz Werner, seinen späteren Schwager, den Vorsitzenden der Drogeriekette dm, der Rehns Ansichten teilte und sich bereit erklärte, diesen zu unterstützen. Im Oktober 1984 gründete Rehn das Unternehmen Alnatura zunächst unter dem Namen Konzeption und Vertrieb natürlicher Lebensmittel Dr. Rehn, deren geschäftsführender Alleingesellschafter er seither ist. Ende Oktober 1984 folgte die Anmeldung von Alnatura als Wortmarke. Das Unternehmen startete mit einem Shop-in-Shop-Angebot in dm- und tegut-Läden, ehe am 1. Oktober 1987 in Mannheim der erste Alnatura-Supermarkt eröffnet wurde, in dem Rehn aufgrund mangelnden Personals anfangs selbst arbeitete. In den folgenden Jahrzehnten dehnte sich das Filialnetz über ganz Deutschland aus. Im November 2022 eröffnete der 150. Alnatura-Markt in Karlsruhe.
Im Jahr 2000 gründete Rehn die Alnavit GmbH. Zum Sortiment gehören gluten- und laktosefreie Lebensmittel, die über verschiedene Supermarkt- und Drogerieketten sowie die Alnatura-Bio-Supermärkte vertrieben werden. Im Jahr 2006 führte er die Naturkosmetik-Marke Alviana ein, die Gesichts- und Körperpflegeprodukte umfasst.
Im Juni 2007 wurde Rehn zum Honorarprofessor im Fachbereich Wirtschaft der Alanus Hochschule für Kunst und Gesellschaft ernannt. Er  gründete dort das Institut für Sozialorganik und leitet es seitdem.
2013 folgte die Ausgründung der Fachabteilung Alnatura Naturtextil zu einem selbstständigen Textilunternehmen, der People Wear Organic GmbH. Unter dem Namen People Wear Organic wird zertifizierte Baby-, Kinder- sowie Damenmode in Bio-Qualität entwickelt und vertrieben.
Ab 2014 lag Rehn mit seinem Unternehmen Alnatura im Rechtsstreit mit dm. Der Rechtsstreit wurde 2017 in beiderseitigem Einvernehmen beendet.
2021 wurde er für sein Lebenswerk mit dem Deutschen Gründerpreis ausgezeichnet.

## Vermögen
Das Manager Magazin schätzte Rehns Vermögen 2019 auf 400 Millionen Euro. Er lag damit auf Platz 408 der "1001 reichsten Deutschen".

## Gesellschaftliche Aktivitäten
Rehn engagiert sich in der Herbert Witzenmann Stiftung.

## Schriften
- Modelle der Organisationsentwicklung. Haupt, Bern, Stuttgart 1979, ISBN 3-258-02848-6 (zugleich Dissertation 1978 Universität Freiburg im Breisgau).